# Молодой Петербург (альманах)
«Молодой Петербург» — ежегодный сборник поэзии, прозы, критики и аналитических статей о явлениях и событиях литературной и культурной жизни.

## История
Альманах назван в честь сборника начинающих литераторов «Молодой Ленинград», существовавшего с 1937 по 1989 год. В альманахе «Молодой Ленинград» дебютировали Андрей Битов, Юрий Рытхэу, Сергей Довлатов, драматург Александр Володин,  печатались молодые Валентин Пикуль, Иосиф Бродский, Александр Городницкий, Александр Кушнер, Анатолий Иванен и многие другие поэты, публицисты и прозаики, ставшие затем маститыми авторами  Инициатором издания преемника альманаха выступило Литературное общество «Молодой Петербург», созданное в 1998 году по инициативе поэта Алексея Ахматова и прозаика Евгения Лукина. Первый сборник спонсировался Союзом писателей России, последующие, до 2009 года, выпускались за счёт средств авторов. Затем финансовую поддержку альманаху стал оказывать литературный фонд «Дорога жизни» (президент фонда Дмитрий Мизгулин), который также стал соучредителем издания наравне с ЛитО «Молодой Петербург».

## Содержание сборника
Большую часть альманаха занимает современная поэзия: сами стихи, их критические разборы, рецензии на недавно вышедшие поэтические сборники. Во вторую очередь в альманахе публикуются литературоведческие очерки, статьи о событиях и явлениях литературной жизни; небольшая часть альманаха посвящена прозаическим произведениям.

## Разделы и редколлегия
Редакционный совет сборника, за редким исключением, постоянен. Разделы ежегодника периодически пополняются.
- Раздел «Периферическое зрение» — обзор событий и явлений современной литературной и культурной жизни (зав. отделом Евгений Антипов).
- Раздел «На ЛИТО!» — о жизни литературных объединений города (зав. отделом Максим Швец).
- Раздел «Словорубная мастерская» — анализ отдельных произведений отдельных авторов.
- Раздел «На нашу полку прибыло» — размышления о недавно вышедших или готовящихся к печати изданиях.
- Раздел «Теория относительно» — популярное литературоведение, теоретические статьи и очерки.
- Раздел «Проза» — прозаические произведения (зав. отделом Игнат Смоленский).
- Раздел «Авангард и его окрестности» — ландшафт за пределами традиционализма (зав. отделом Арсен Мирзаев, с 2014 г. Сергей Николаев).
- Раздел «Стоя и не чокаясь…» — стихи, посвящения и воспоминания об ушедших поэтах.
- Зав. публицистической частью Елена Иванова
- Зав. литературоведческой частью Роман Круглов
- Зав. отделом поэзии Юлия Морозова
- Главный редактор Алексей Ахматов